# Animaliska biprodukter
Animaliska biprodukter (ABP) är material från djurriket som inte är livsmedel och som ännu inte bearbetats eller behandlats till att ingå i begreppet framställda produkter. Exempel på animaliska biprodukter är döda djur och biprodukter från slaktade djur. Även kommersiellt fångad fisk och rens från sådan fisk omfattas. Det gör också ull, fjädrar, äggskal, matavfall och naturgödsel.